# Strongylura incisa
Strongylura incisa (лат.) — вид лучепёрых рыб семейства саргановых. Распространены в Индо-Тихоокеанской области. Максимальная длина тела 100 см.

## Описание
Тело удлинённое, несколько сжато с боков, прямоугольное в поперечном сечении, покрыто мелкой циклоидной, легко опадающей чешуёй. До начала основания спинного плавника 100—125 крупных чешуй. Голова большая, укладывается 2,5 раза в длину тела. Верхняя поверхность головы с выступающими гребнями. Челюсти длинные, одинаковой длины, образуют характерный «клюв». На обеих челюстях многочисленные игловидные острые зубы. Отсутствуют жаберные тычинки. Спинной и анальный плавники сдвинуты далеко назад к хвостовому стеблю. В плавниках нет жёстких лучей. В спинном плавнике 18—20 мягких лучей. Задняя часть спинного плавника без выраженной увеличенной доли тёмного цвета. Начало основания спинного плавника располагается на уровне 4—6 луча анального плавника. Нет дополнительных плавничков за спинным и анальным плавниками. В анальном плавнике 21—24 мягких лучей. Передние части спинного и анального плавников высокие. Основания спинного и анального плавников не покрыты чешуёй. Грудные плавники с 11—13 мягкими лучами, не серповидной формы. Брюшные плавники с 6 мягкими лучами, расположены на брюхе. Хвостовой стебель не сжат в дорсо-вентаральном направлении, на нём нет бокового киля. Хвостовой плавник с небольшой выемкой. Боковая линия проходит низко по телу, начинаясь от начала грудных плавников. Позвонков 59—65.
Тело тёмно-серого цвета, брюхо белое. По бокам тела проходит узкая серебристая полоса. Между жаберной крышкой и предкрышкой на уровне грудного плавника расположено выраженное удлинённое пятно. Плавники прозрачные с разбросанными меланофорами. Есть меланофоры на щеках. Грудные плавники с желтоватым оттенком.
Максимальная общая длина тела — 100 см, обычно до 60 см. Максимальная длина тела от окончания нижней челюсти до окончания хвостового стебля — 50 см.

## Ареал и места обитания
Широко распространены в Индо-Тихоокеанской области от Мальдивских и Никобарских островов до Фиджи и Самоа. Обитают в прибрежных водах вблизи коралловых рифов на глубине 0—3 м. Питаются рыбами.